# Oronoz-Mugaire
Oronoz-Mugaire (en euskera y, oficialmente, Oronoz-Mugairi) es una localidad española, perteneciente al municipio de Baztán, en la Comunidad Foral de Navarra.
Se encuentra situado en la Merindad de Pamplona, en la comarca de Baztán, y a 62 km de la capital de la comunidad, Pamplona. Su población en 2014 era de 428 habitantes (INE).

## Geografía
La población se encuentra en el valle de Baztán y es atravesada por el río Baztán que a partir de Oronoz-Mugairi toma el nombre de río Bidasoa, ya que abandona el valle del Baztán, para entrar en el valle de Bertizarana. 
En Oronoz, inicia su recorrido la carretera nacional N-121-B, que atraviesa el Baztán y llega a la frontera francesa en Dancharinea y que después continúa hasta Biarritz, en Francia.

## Lugares de interés
- Parroquia de la Asunción. La primitiva iglesia fue erigida en 1606 y poco a poco ampliada hasta tomar su forma actual.[2]
- Palacio Arrechea. Construcción originaria del siglo XVI, muy reformada. Su fachada de cadena de sillar en esquinas y piso inferior tiene tres alturas, en las que destaca su doble arquería, cuyo interior cobija una sencilla puerta apuntada. En el segundo cuerpo aparece entre dos ventanas un gran escudo de aparato barroco.
- Casa-torre Jaureguía: Situado en el barrio de Zozaya a tres kilómetros del núcleo principal, es una construcción gótica del siglo XVI.[2]
- Acceso al parque natural Señorío de Bértiz